# Evangelische Volkspartei Basel-Stadt
Die Evangelische Volkspartei Basel-Stadt ist eine Mitte-Partei aus dem Kanton Basel-Stadt. Sie gehört der Evangelischen Volkspartei der Schweiz (EVP) an.
Im Basler Grossen Rat hält sie drei der 100 Sitze (Thomas Widmer-Huber, Christoph Hochuli, Brigitte Gysin), im Einwohnerrat Riehen ist sie mit fünf von 40 Sitzen vertreten. In Riehen stellte sie ausserdem von 1970 bis 2014 den Gemeindepräsidenten sowie neu wieder seit 2022 die Gemeindepräsidentin.

## Geschichte
Im Jahr 1920 wurde eine Basler Kantonalsektion der EVP Schweiz gegründet. Nach einer Krise in der Zeit des Zweiten Weltkriegs bildete sich 1948 eine breiter abgestützte Vereinigung Evangelischer Wählerinnen und Wähler (VEW), in welcher die EVP Basel-Stadt 1953 auch formal aufging. Die VEW gehörte ursprünglich nicht der schweizerischen EVP an, auch wenn sie mit dieser zusammenarbeitete. Erst 1975 erfolgte der Wiederanschluss an die nationale Partei. Seit 2006 heisst die VEW schliesslich (wieder) EVP Basel-Stadt.